# Obszar Chronionego Krajobrazu Górnej Rawki
Obszar Chronionego Krajobrazu Górnej Rawki – obszar chronionego krajobrazu ustanowiony Uchwałą nr XIV/93/86 Wojewódzkiej Rady Narodowej w Skierniewicach wraz ze zmianą dokonaną Rozporządzeniem Nr 36 Wojewody Skierniewickiego z dnia 28.07.1997 Dz. Urz. Nr 18, poz.113.
Obszar położony jest w północno-wschodniej części województwa łódzkiego i obejmuje koryto rzeki Rawki (od jej rejonu źródliskowego) wraz z przyległymi terenami, ciągnąc się przez grunty 4 gmin:
- Jeżów – powiat brzeziński
- Głuchów – powiat skierniewicki
- Rawa Mazowiecka (gmina wiejska) – powiat rawski
- Rawa Mazowiecka (gmina miejska) – powiat rawski[1]

Obszar leży w mezoregionach: Wzniesienia Łódzkie i Wysoczyzna Rawska. Posiada urozmaiconą rzeźbę terenu, a w budowie geologicznej przeważają utwory morenowe: żwiry i piaski. Obok koryta rzecznego w skład wchodzą łąki, pola uprawne i tereny leśne, w tym jeden większy kompleks w gminie Głuchów. Walory krajobrazowe uzupełnia tradycyjna architektura wiejska (drewno i kamień).
Znajdują się tu dwa rezerwaty przyrody: Popień i Rawka.